# Krutoberégovo
Krutoberégovo (en rus: Крутоберегово) és un poble del krai de Kamtxatka, a Rússia, que el 2021 tenia 143 habitants. Pertany al districte d'Ust-Kamtxatsk.